# DL2YMR
DL2YMR ist ein YouTube-Kanal zum Thema Amateurfunk und zu verwandten Themen.
Betrieben wird er seit April 2010 durch den deutschen Funkamateur und Blogger Michael Reichardt (Amateurfunkrufzeichen: DL2YMR).

## Angebot
Auf dem YouTube-Kanal DL2YMR werden hunderte von deutschsprachigen Videos (Dauer jeweils etwa 15 Minuten) rund um das Thema Funk zur kostenlosen Ansicht angeboten. Dazu gehören Sender, Empfänger, Antennen, Messgeräte und Zubehör, wie beispielsweise Koaxialkabel oder Akkumulatoren.
Ferner gibt es mehrteilige Schwerpunktreihen über die Grundlagen der Funktechnik (Amateurfunk Basics), über moderne Sendeempfänger (englisch Transceiver), wie zum Beispiel den Icom IC-7300, über HF-Messgeräte, wie Spektrum- und Netzwerkanalysatoren, und über die unterschiedlichen Eigenschaften der diversen Amateurfunkbänder.
Eine monatlich wiederkehrende Kolumne sind die Amateurfunk News mit aktuellen Nachrichten zum Thema. Hier werden Hinweise gegeben zu neuen Geräten, Büchern, Updates, Bestimmungen oder Veranstaltungen, wie Fielddays oder Messen.
Ein besonderer Fokus wird auch auf die Ausbildung neuer Funkamateure gelegt. Hierzu gibt es einen mehrteiligen Video-Lehrgang zur Vorbereitung auf die Amateurfunkprüfung der Klasse N. Diese Klasse wird seit Juni 2024 von der Bundesnetzagentur (BNetzA) neu und speziell für Anfänger angeboten. Die Video-Lernplattform, genannt 50Ohm, entstand in Zusammenarbeit von DL2YMR mit dem DARC.